# Сервий Корнелий Лентул (консул 303 пр.н.е.)
Вижте пояснителната страница за други личности с името Сервий Корнелий Лентул.
Сервий Корнелий Лентул (на латински: Servius Cornelius Lentulus) e политик на Римската република.
Син е на Луций Корнелий Лентул (консул 327 пр.н.е.).
През 303 пр.н.е. той е консул с Луций Генуций Авентиненсис